# Dare to Be Stupid
Dare to Be Stupid (с англ. — «Осмелься быть глупым») — третий студийный альбом «Странного Эла» Янковича, выпущенный 18 июня 1985 года. Лонгплей был одним из многих релизов музыканта, спродюсированных бывшим гитаристом The McCoys Риком Дерринджером. Dare to Be Stupid развил успех предыдущего релиза Янковича — In 3-D (1984) — с хит-синглом «Eat It», попавшим в Top-40.
Музыкальное содержание альбома базируется на пародиях и пастишей популярных поп- и рок-исполнителей середины 1980-х годов, включая Мадонну, Синди Лопер, Huey Lewis and the News и The Kinks. В альбоме также много стилизаций или музыкальных имитаций, которые вдохновлены творчеством концертных исполнителей. В числе таких стилевых пародий фигурирует музыка Devo и Элвиса Пресли, а также различные жанры, в том числе ду-воп, саундтреки научно-фантастических фильмов и музыка 1920-х и 1930-х годов.
Несмотря на неоднозначную реакцию критиков, Dare to Be Stupid имел высокие продажи — достигнув 50-й строчки в чарте Billboard 200. Альбом включал один из наиболее известных синглов Янковича, «Like a Surgeon», пародию на песню Мадонны «Like a Virgin»; «Surgeon» занял 47-е место в хит-параде Billboard Hot 100. Dare to Be Stupid стал вторым альбомом Янковича получившим «золотой» статус в США (впоследствии став «платиновым»). Также, он был номинирован на премию «Грэмми» в категории «Лучшая комедийная запись».

## Запись
В январе 1985 года Янкович приступил к записи своего нового альбома — In 3-D. Как и на его предшественнике, роль продюсера занял Рик Дерринджер, бывший гитарист The McCoys. В качестве аккомпанирующей группы были приглашены: Джон Шварц (ударные), Стив Джей (бас) и Джим Уэст (гитара). Во время первой сессии были записаны четыре оригинальные песни: «Dare to Be Stupid», «Cable TV», «Slime Creatures from Outer Space» и «One More Minute». Группа также записала кавер-версию на тему «Джорджа из джунглей». В следующем месяце Янкович записывал четыре пародии — «Yoda», «Like a Surgeon», «I Want a New Duck» и «Girls Just Want to Have Lunch» — в также попурри в стиле полька «Hooked on Polkas».

### Оригинальный материал
Песня «This Is the Life», описывающая расточительный образ жизни гангстера, изначально была записана для комедийного фильма «Опасный Джонни». Ранее она уже выпускалась в качестве сингла (ноябрь 1984 года). В свою очередь заглавная композиция «Dare to Be Stupid», чьё название было «жизненным девизом Эла» (согласно примечаниям к The Ultimate Video Collection), представляла собой оду глупой жизни. Мелодия песни являлась стилизацией под группу Devo, которая положительно отреагировала на пастиш. Янкович вспоминал: «Сразу после того, как я закончил „Dare To Be Stupid“, я посетил дом Марка Мазерсбо и сыграл ее для него. Похоже, она ему очень понравилось». В 1986 году песня была включена в саундтрек к мультфильму «Трансформеры». Впоследствии музыкант отмечал, что благодаря этому о ней узнало больше людей, нежели из самого альбома.
Ду-воп-песня «One More Minute», посвящённая бывшей девушке лирического героя, была написана как стилизация под Элвиса Пресли. Согласно примечаниям к Permanent Record, Янкович расстался со своей тогдашней подругой в период подготовки к Dare to Be Stupid. Музыкант решил написать юмористическую песню чтобы справиться с эмоциональным потрясением, выразив в её тексте одолевавший его гнев. Результатом стала «One More Minute». В клипе к песне Янович разрывает её фотографию. Мелодия «Slime Creatures from Outer Space» наполнена звуками терменвокса, предоставленного Элу гитаристом Стивом Джеем, с целью имитировать звук «дрянных саундтреков для научно-фантастических фильмов 1950-х».

### Пародии
21 февраля 1985 года Янкович приступил к записи пародий для альбома. Первой из них была «Yoda», текст для которой был написан ещё в 1980 году после релиза фильма «Звёздные войны. Эпизод V: Империя наносит ответный удар». После успеха картины музыкант загорелся идеей создания песни, основанной на прорывном персонаже, но не смог найти подходящую композицию для использования в качестве музыкальной основы. Янкович вспоминал: «В то время я еще учился в колледже, и мой друг по имени Майк предложил мне написать песню на мелодию песни „Lola“ — я не мог поверить, что сам до этого не додумался, ведь я был таким большим фанатом The Kinks». Янкович записал черновую версию песни на четырёхдорожечный магнитофон Portastudio, используя только аккордеон. Эта версия «Yoda» стала хитом на «Шоу Доктора Дементо», и ей даже удалось занять первое место в хит-параде телепередачи «Funny Five», где она продержалась в течение нескольких недель. Впоследствии эта демоверсия была включена в шестой выпуск компиляции Dr. Demento’s Basement Tapes.
После успеха демоверсии Янкович захотел включить песню в один из своих альбомов. Однако получение разрешения от Джорджа Лукаса и The Kinks задержало её релиз примерно на пять лет. В итоге, после того как Лукас дал Янковичу добро, музыканту отказали её композиторы. Существует несколько версий того, почему The Kinks выступили против пародии. В интервью Spin 1985 года Янкович отметил, что «мы неоднократно обращались к Рэю Дэвису [композитору песни], каждые полтора года, за два года до выхода каждого альбома, и он всегда выражал скептицизм, немного побаивался, потому что „Lola“ была для него очень личной песней. Затем совершенно неожиданно, после очередного запроса, он разрешил нам сделать это». Согласно примечаниям к альбому, песня могла бы так и остаться неизданной ещё долгое время, если бы не случайная встреча музыканта с автором Рэем Дэвисом. Когда Янкович спросил, почему он не даёт ему разрешения на использовании музыки, Дэвис заявил, что к нему никто не обращался. Он немедленно дал Янковичу разрешение на запись песни — впоследствии она была выпущена на Dare to Be Stupid.
На следующий день после записи «Yoda» Янкович приступил к созданию «Like a Surgeon» — будущего главного сингла альбома. Хотя как правило Янкович отказывался делать пародии, основанные на чужих идеях, отчасти сама Мадонна была ответственна за появление песни «Like a Surgeon». Певица в шутку спросила одного из своих друзей, сколько времени пройдёт, прежде чем Янкович переделает её «Like a Virgin» в «Like a Surgeon». Этот друг был знакомым менеджера Эла, Джея Леви. Когда Янкович узнал об этом разговоре, он решил, что это отличная идея и написал песню. Это единственный известный случай, когда «Странный Эл» создал пародию, основываясь на инициативе оригинального исполнителя.
Третьей пародией, записанной для альбома, была «I Want a New Duck» высмеивающая песню «I Want a New Drug» Хьюи Льюиса и его ансамбля The News. По окончании работы над этой композицией довольный результатом музыкант намеревался выпускать альбом в текущем виде. Однако боссы лейбла Scotti Brothers настояли на том, чтобы Янкович включил в пластинку пародию на песню Синди Лопер. Янкович подчинился, сочинив «Girls Just Wanna Have Lunch». Однако поскольку фактически комику пришлось создавать её по необходимости, впоследствии он называл её одной из своих наименее любимых песен и не стал включать в сборник лучших хитов The Food Album 1993 года. Янкович также обратился к Принсу по поводу потенциальной пародии на «When Doves Cry», в районе 1984 года. Певец выступил категорически против и отклонил все идеи, предложенные музыкантом в будущем.
25 марта 1985 года Янкович завершил запись традиционного попурри в стиле полька, состоящего из популярных песен того времени. Dare to Be Stupid также включает «George of the Jungle», кавер на заглавную песню из одноимённого мультсериала 1967 года. Это была первая из нескольких кавер-версий, не считая попурри из польки, выпущенных музыкантом. Впоследствии она была включена в саундтрек к киноэкранизации «Джорджа из джунглей» 1997 года.

## Выпуск и продвижение
Релиз Dare to Be Stupid состоялся 18 июня 1985 года; это был первый альбом в жанре музыкальной комедии, выпущенный на компакт-диске. Пластинка добралась до 50-го места в чарте Billboard 200, где провёла в общей сложности восемь недель. 27 января 1986 года, чуть менее чем через год после релиза, альбом получил «золотую» сертификацию от Американской ассоциации звукозаписывающих компаний (RIAA). 24 февраля 2003 года альбом получил «платиновый» статус.
В поддержку альбома был организован гастрольный тур, Stupid Tour, с концертами в 70 городах. Это было самое масштабное турне музыканта в 1980-х, включающее «смену костюмов, тщательно продуманное освещение и несколько специальных видео, искусно интегрированных в шоу». Во время турне Янковича регулярно менял свой сценический образ. Предварительно было оговорено, что каждый промоутер «должен предоставить ему яркую гавайскую рубашку». К концу гастролей его гардероб насчитывал «пару шкафов». Также Янкович перешёл на обувь фирмы Vans пошутив по этому поводу, что «всякий раз, когда мне нужны кеды, они разрешают мне пойти на их склад и забрать себе охапку».
Видео, которые были сняты для синглов Dare to Be Stupid, впоследствии были объединены с дополнительными материалами в псевдодокументальный фильм под названием The Compleat Al. Этот кинопроект, срежиссированный менеджером Янковича Джеем Леви и Робертом К. Уайсом, был одной из «первых продуктов такого рода, созданных специально для рынка домашнего видео». Позже на телеканале Showtime была показана его 60-минутная версия. Вместе с видео была выпущена юмористическая книга The Authorized Al, написанная Янковичем в соавторстве с Тино Инсано, с тех пор она больше не переиздавалась.

## Отзывы критиков
| Оценки критиков | Оценки критиков |
| Источник        | Оценка          |
| --------------- | --------------- |
| AllMusic        | [ 19 ]          |
| The Daily Vault | B−              |
| Pitchfork       | 6.5/10          |
| Rolling Stone   | [ 22 ]          |

Dare to Be Stupid получил сдержанные отзывы от музыкальных критиков. Обозреватель портала AllMusic Юджин Чедборн присудил альбому тремя с половиной звезды из пяти, назвав «Like a Surgeon» и «Dare to Be Stupid» одними из лучших песен в дискографии Янковича. В свою очередь обозреватель The Daily Vault Кристофер Телен отметил, что «хотя „Dare To Be Stupid“ не является лучшим альбомом комика […], на этой пластинке достаточно [хорошего] материала, чтобы её можно было всячески рекомендовать». Песня «Yoda» стала одной из самых известных композиций Янковича. Хотя она не была включена в его первый сборник лучших хитов, она фигурировала во втором выпуске, бокс-сете Permanent Record (1994), а также в компиляции The Essential “Weird Al” Yankovic (2009). Кроме того, «Yoda» прозвучала в эпизоде «The Time Machine» шоу The Weird Al Show и в сборнике Radio Disney: Kid Jams.
Хотя главный сингл альбома, «Like a Surgeon», а также «Yoda» были встречены хорошо, многие рецензенты критиковали остальные пародии альбома. Публицисты разделились во мнениях относительно того, сколько внимания было уделено оригинальным песням. Обозреватель журнала Rolling Stone Дэвид Хинкли отозвался положительно о песне «One More Minute», отметив ей в плюс, что «она является стилизацией (под ду-воп 1950-х), а не пародией на конкретную песню, и, кроме того, представляет собой превосходную мелодию — вплоть до идеально выверенного легкого вздоха прямо перед финальным припевом». Между тем, Чадборн был разочарован оригинальным материалом, заявив, что «только тот, у кого отсутствуют важные клетки мозга, может предположить, что оригинальные песни этого музыканта хороши». В 1986 году альбом был номинирован на премию «Грэмми» в категории «Лучшая комедийная запись», однако проиграл пластинке Whoopi: Original Broadway Recording Вупи Голдберг.

## Список композиций
| №  | Название            | Автор(ы)                                             | Предмет пародии                                                     | Длительность |
| -- | ------------------- | ---------------------------------------------------- | ------------------------------------------------------------------- | ------------ |
| 1. | «Like a Surgeon»    | Уильям Стейнберг, Томас Келли, «Странный Эл» Янкович | Пародия на песню «Like a Virgin» певицы Мадонна                     | 3:32         |
| 2. | «Dare to Be Stupid» | Янкович                                              | Стилизация под творчество Devo                                      | 3:25         |
| 3. | «I Want a New Duck» | Кристофер Хейс, Хьюи Льюис-третий, Янкович           | Пародия на песню «I Want a New Drug» группы Huey Lewis and the News | 3:04         |
| 4. | «One More Minute»   | Янкович                                              | Стилизация под творчество Элвис Пресли в стиле ду-воп               | 4:04         |
| 5. | «Yoda»              | Рей Дэвис, Янкович                                   | Пародия на песню «Lola» группы the Kinks                            | 3:58         |

| №   | Название                           | Автор(ы)                 | Предмет пародии | Длительность |
| --- | ---------------------------------- | ------------------------ | --- | ------------ |
| 6.  | «George of the Jungle»             | Стэн Ворт, Шелдон Оллман | Кавер-версия титульной темы мультсериала «Джордж из джунглей» | 1:05         |
| 7.  | «Slime Creatures from Outer Space» | Янкович                  | Стилизация под научно-фантастические саундтреки 1950-х и песню «Hyperactive!» музыканта Томаса Долби | 4:23         |
| 8.  | «Girls Just Want to Have Lunch»    | Роберт Хазард, Янкович   | Пародия на песню «Girls Just Want to Have Fun» певицы Синди Лопер | 2:48         |
| 9.  | «This Is the Life»                 | Янкович                  | Музыкальная тема фильма «Опасный Джонни». Стилизация под музыку 1920- и 1930-х годов | 3:06         |
| 10. | «Cable TV»                         | Янкович                  | Стилизация под песню «Hercules» музыканта Элтона Джона | 3:38         |
| 11. | «Hooked on Polkas»                 | Различные исполнители    | Попурри-полька включает: - «12th Street Rag» — Юдей Боумен - «State of Shock» — the Jacksons и Мик Джаггер - «Sharp Dressed Man» — ZZ Top - «What’s Love Got to Do with It» — Тина Тёрнер - «Method of Modern Love» — Hall & Oates - «Owner of a Lonely Heart» — Yes - «We’re Not Gonna Take It» — Twisted Sister - «99 Luftballons» — Nena - «Footloose» — Кенни Логгинс - «The Reflex» — Duran Duran - «Metal Health (Bang Your Head)» — Quiet Riot - «Relax» — Frankie Goes to Hollywood - «Ear Booker Polka» — «Странный Эл» Янкович | 3:53         |

## Участники записи
| Группа и технический персонал - «Странный Эл» Янковича — ведущий вокал, бэк-вокал, аккордеон, терменвокс, клавишные - Рик Дерринджер — гитара, продюсирование - Стив Джей — банджо, бас, бэк-вокал - Джон «Бермуда» Шварц — перкуссия, ударные - Джим Уэст — гитара, бэк-вокал - Рубен Вальтьерра — клавишные - Тони Папа — звукорежиссёр - Дональд Лейн — арт-директор - Лу Бич — иллюстрации - Деннис Кили — фотографии | Приглашённые музыканты - Уоррен Луенинг — труба - Джоэл Пескин — кларнет - Гэри Хербиг — кларнет, саксофон - Пэт Риган — синтезатор - Билл Скотт — йодль - Аль Виола — банджо - The Glove — скретч - The Waters Sisters — бэк-вокал - Белен Альварес — The Queen |  |

## Чарты и сертификация
| Чарт              | Высшая позиция |
| ----------------- | -------------- |
| Канада            | 55             |
| Соединённые Штаты | 50             |

| Страна            | Сертификация (пороги продаж) |
| ----------------- | ---------------------------- |
| Соединённые Штаты | Платиновый                   |

### Синглы
| Год  | Сингл            | Высшая позиция | Высшая позиция | Высшая позиция |
| Год  | Сингл            | US 100         | AUS 100        | CAN 100        |
| ---- | ---------------- | -------------- | -------------- | -------------- |
| 1985 | «Like a Surgeon» | 47             | 19             | 35             |